# Musiques de Grand Theft Auto: Vice City
 (octobre 2019).
Si vous disposez d'ouvrages ou d'articles de référence ou si vous connaissez des sites web de qualité traitant du thème abordé ici, merci de compléter l'article en donnant les références utiles à sa vérifiabilité et en les liant à la section « Notes et références ».
La bande sonore de Grand Theft Auto: Vice City est connue non seulement des joueurs mais aussi des amateurs de la musique des années 1980 car il s'agit de tubes célèbres tirés de cette époque (où le jeu est censé se dérouler). Dans le jeu, les musiques peuvent être écoutées à travers les postes de radios des véhicules que conduit le joueur, et sont réparties sur une dizaine de stations de radio fictives. Le joueur peut basculer librement de l'une à l'autre. Une compilation regroupant les musiques du jeu est sortie, disponible également en sept CD séparés (un CD pour une station). Les éditions européennes contiennent quelques chansons supplémentaires par rapport à celles des États-Unis.
La plupart des stations de radio du jeu alternent musiques, discussions et fausses publicités, également incluses sur les CD. Chaque station reflète un style de musique particulier.
Les différents gangs du jeu ont tous une station de radio favorite, que le joueur peut écouter immédiatement en dérobant l'une de leurs voitures.

## Stations de musique

### Wildstyle
Wildstyle Pirate Radio est animée par Mr. Magic, un DJ bien réel des "eighties". 
Genre : Hip-hop old-school, electro
DJ : Mr. Magic
Voix : Frank Silvestro
Production : Lazlow
Morceaux proposés :
- Trouble Funk - Pump Me Up
- Davy DMX (en) - One for the Treble (Vocal Mix)
- Cybotron - Clear
- Hashim (en) - Al-Naafiysh (The Soul)
- Herbie Hancock - Rockit*
- Afrika Bambaataa & Soul Sonic Force - Looking for the Perfect Beat*
- 2 Live Crew - Get It Girl
- Run-DMC - Rock Box
- Mantronix - Bassline
- Tyrone Brunson (en) - The Smurf*
- Whodini - Magic's Wand
- Zapp & Roger - More Bounce to the Ounce
- Grandmaster Flash & the Furious Five - The Message
- Kurtis Blow - The Breaks
- Man Parrish - Hip Hop Be Bop (Don't Stop)

### Flash FM
Flash FM est animée par Toni. En 2001, dans l'histoire du jeu, Toni est devenue DJ de Flashback FM, une station de radio de Liberty City, la ville de Grand Theft Auto III. 
Durant le jeu, Flash FM est une des deux stations de radios écoutées par le gang des Haïtiens et les « Fausses racailles ».
Lors de ses interventions, on comprend que Toni est une habituée des bus de tournée et des fêtes d'après concerts de nombreux groupes, notamment les Love Fist. Elle dit vouloir faire quelque chose de sa vie avant d'avoir trente ans (or, elle est encore DJ quinze ans plus tard). Parmi d'autres références à GTA III, Toni dit : « Je dansais avec mon briquet et mes cheveux se sont vite transformés en sapin de Noël », un incident qu'elle a étrangement oublié lorsqu'elle travaille sur Flashback 95.6 puisqu'elle dit, après la chanson She's on fire : « Heureusement, ça ne m'est jamais arrivé... J'ai fait plein de choses complètement dingues, je peux vous le dire... mais je n'ai jamais pris feu... du moins à ma connaissance. ». Par la suite à la question « Te souviens-tu des années 80 ? », elle répond « Eh bien, je ne me souviens certainement pas de tout depuis cette époque. »

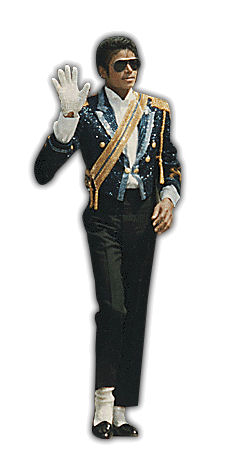
Musique des années 1980 oblige, Michael Jackson passe également dans les radios de Vice City.

Genre : Pop, pop-rock, dance, dance-rock des années 1980 et new wave
DJ : Toni (interprétée par Maria Chambers)
Voix et production : Jeff Berlin
Morceaux proposés :
- Hall & Oates - Out of Touch (en)
- Wang Chung - Dance Hall Days (en)
- Michael Jackson - Billie Jean*
- Laura Branigan - Self Control
- Go West - Call Me (en)
- INXS - Kiss the Dirt (Falling Down the Mountain) (en)
- Bryan Adams - Run to You
- Electric Light Orchestra - Four Little Diamonds
- Yes - Owner of a Lonely Heart
- The Buggles - Video Killed the Radio Star
- Aneka - Japanese Boy
- Talk Talk - Life's What You Make It (en)
- The Outfield - Your Love (en)
- Joe Jackson - Steppin' Out
- The Fixx - One Things Leads to Another (en)
- Lionel Ritchie - Running With The Night (en) (uniquement sur PS2)

### Fever 105
Fever 105 est animée par Oliver 'Ladykiller' Biscuit. C'est l'une des deux stations de radios préférées du gang haïtien, c'est aussi la station réglée par défaut sur l'autoradio de la voiture de sport de Lance Vance.
Genre : Disco, soul, funk, rythm and blues
DJ : Oliver 'Ladykiller' Biscuit (interprété par Julius Dyson)
Voix masculine : Ed McMann
Voix féminine : Shawnee Smith
Production : Listen Kitchen
Morceaux proposés :
- The Whispers - And the Beat Goes On
- Fat Larry's Band - Act Like You Know
- Oliver Cheatham - Get Down Saturday Night
- The Pointer Sisters - Automatic
- René & Angela - I'll Be Good
- Mary Jane Girls - All Night Long
- Rick James - Ghetto Life
- Michael Jackson - Wanna Be Startin' Somethin'*
- Evelyn "Champagne" King - Shame
- Teena Marie - Behind the Groove
- Mtume - Juicy Fruit
- Kool & The Gang - Summer Madness
- Indeep - Last Night a D.J. Saved My Life

### V-Rock
V-Rock est animée par Lazlow, qui produit plusieurs stations de radio et publicités dans le jeu. V-Rock est la station de radio écoutée par le gang de motards de Vice City, les bikers.
Genre : Hard rock, Heavy metal, Glam metal, Thrash metal
DJ : Lazlow
Voix : Joe Kelly
Production : Jonathan Hanst
Morceaux proposés :
- Twisted Sister - I Wanna Rock
- Mötley Crüe - Too Young to Fall in Love
- Quiet Riot - Cum on Feel the Noise
- The Cult - She Sells Sanctuary
- Ozzy Osbourne - Bark At The Moon*
- Rockstar's Lovefist - Dangerous Bastard
- Iron Maiden - 2 Minutes to Midnight
- Loverboy - Working for the Weekend
- Alcatrazz - God Blessed Video
- Tesla - Cumin' Atcha Live
- Autograph - Turn Up The Radio
- Megadeth - Peace Sells
- Anthrax - Madhouse
- Slayer - Raining Blood
- Judas Priest - You've Got Another Thing Comin
- Rockstar's Lovefist - Fist Fury
- David Lee Roth - Yankee Rose

Dans Grand Theft Auto III, qui se déroule en 2001, dans un talk-show de la station de radio Chatterbox FM, Lazlow déclare qu'il est arrivé sur Chatterbox parce qu'il « s'est fait virer d'une station rock » (got kicked off the rock station). Dans Grand Theft Auto: San Andreas, qui se situe en 1992, Lazlow interviewe des célébrités dans une émission de radio appelée « Entertaining America » sur WCTR. Il mentionne qu'il est toujours resté dans les années 1980 dans sa tête et qu'il a eu des problèmes pour se faire aux années 1990. Dans Grand Theft Auto: Liberty City Stories, qui prend place en 1998, Lazlow est finalement sur Chatterbox, mais seulement dans une émission sur LCFR, pas encore sur son propre canal. Dans Grand Theft Auto IV, il s'occupe à nouveau d'une radio et de ZiT!, un numéro de téléphone qui permet d'indiquer les noms des chansons qu'on écoute à la radio. On apprend également grâce aux fichiers de la police qu'il se prostitue souvent et « aime danser nu » pour les personnes âgées, ce qui lui a valu des condamnations. Son nom apparait également dans le générique final, ce qui laisse penser qu'il est une référence à un personnage réel de l'équipe des développeurs.

### Espantoso
Radio Espantoso est une station de radio en espagnol animée par DJ Pepe. Il s'agit de la radio préférée du gang des Cubains et elle est écoutée par tous les taxis de Vice City. Espantoso est un mot espagnol qui peut se traduire par « épouvantable ».
Genre : Musique latine (mambo, salsa, jazz, funk) 
DJ : Pepe (interprété par Tony Chiroldes)
Morceaux proposés :
- Cachao - A Gozar Con Mi Combo
- Alpha Banditos - The Bull Is Wrong
- Tres Apenas como eso - Yo Te Mire
- Eumir Deodato - Latin Flute
- Mongo Santamaría - Mama Papa Tu
- Mongo Santamaría - Me & Your Baby (Picao Y Tostao)
- Machito & his Afro-Cubans - Mambo Mucho Mambo
- Unaesta - La Vida es Una Lenteja
- Lonnie Liston Smith - Expansions
- Irakere - Aguanile*
- Eumir Deodato - Super Strut
- Xavier Cugat & his Orchestra - Jamay
- Benny Moré - Maracaïbo Oriental
- Tito Puente & his orchestra - Mambo Gozon

### Emotion 98.3
Emotion 98.3 est animée par Fernando Martinez.
Genre : Power ballad, soft rock
DJ : Fernando (interprété par Frank Chavez)
Voix : Jen Sweeney
Production : Jonathan Hanst
Musiques proposés :
- Foreigner - Waiting for a Girl Like You
- Kate Bush - Wow*
- Squeeze - Tempted (en)
- REO Speedwagon - Keep On Loving You
- Cutting Crew - (I Just) Died in Your Arms
- Roxy Music - More Than This
- Toto - Africa
- Mr. Mister - Broken Wings
- John Waite - Missing You
- Jan Hammer - Crockett's Theme (en)
- Night Ranger - Sister Christian (en)
- Luther Vandross - Never Too Much (en)

À l'origine, l'animateur Fernando apparait dans Grand Theft Auto III en tant qu'invité de Lazlow sur Chatterbox FM. Il apparait également dans l'émission « Lonely Hearts » de la station de radio WCTR dans Grand Theft Auto: San Andreas.

### Onde 103 / Wave 103
Dernière radio, Onde 103 ou Wave 103 est une station de radio animée par Adam First. Onde 103 est l'une des deux stations préférées des Streetwannabes. Le nom de la radio est inspiré de Wave 102, une station de radio locale située à Dundee en Écosse, le lieu de naissance de Rockstar North, l'entreprise qui a développé le jeu.
Genre : New wave, synthpop

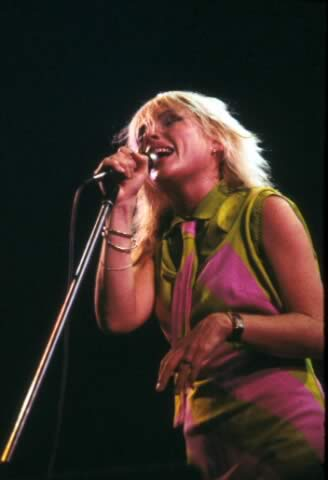
Blondie passe à la radio.

DJ : Adam First (interprété par Jamie Canfield)
Voix : Jen Sweeney
Production : Jonatahan Hanst
Musiques proposées
- Frankie Goes to Hollywood - Two Tribes
- Sigue Sigue Sputnik - Love Missile F1-11 (en)
- Gary Numan - Cars
- The Human League - (Keep Feeling) Fascination (en)
- Blondie - Atomic
- Nena - 99 Luftballons
- Kim Wilde - Kids In America
- Tears for Fears - Pale Shelter (en)
- Corey Hart - Sunglasses At Night (en)
- ABC - Poison Arrow (en)
- A Flock Of Seagulls - I Ran (So Far Away)
- Psychedelic Furs - Love My Way (en)
- Animotion - Obsession (en)
- Spandau Ballet - Gold (en)
- Thomas Dolby - Hyperactive! (en)
- Romeo Void - Never Say Never (en)

## Station detalk-show
Il existe également dans le jeu deux stations de talk-show qui ne sont pas incluses dans la compilation. À noter qu'elles sont en anglais non sous-titré et ne contiennent aucune musique.

### K-CHAT
K-CHAT est une station de radio où des célébrités, locales ou nationales, sont reçues par Amy Sheckenhausen (doublé par Keyna Weber) avec la participation des auditeurs qui peuvent téléphoner au standard. Au cours du jeu, Amy accueille sept personnalités, dont certaines apparaissent ailleurs dans le jeu.
- Jez Torrent (doublé par Kevin McKidd), un des membres du groupe de rock virtuel Love Fist.
- Michaela Carapadis (doublé par Mary Birdsong), une féministe extrémiste qui hait les hommes. Elle parle de sa récente thèse sur la psychologie masculine où elle s'est habillée comme un homme pour pouvoir les approcher et les étudier. Elle est ensuite insultée par un auditeur qui lui dit que son travail n'a aucun sens.
- Pat « Mr. Zoo » Flannerdy (doublé par Carl Dawling), une parodie anachronique de Steve Irwin et de son amour peu conventionnel pour les animaux. Il est plus tard évacué du studio par son docteur (après avoir molesté un animal) après qu'il a précisé à Amy qu'il est juste un malade mental et qu'il est pris en charge dans une clinique.
- Gethsemanee Starhawk Moonmaker(doublée par Lynn Lipton), une prêtresse New Age. Un auditeur lui lance ensuite des commentaires obscènes et lui demande d'être puni à la façon BDSM. Dans Grand Theft Auto III, ce même auditeur appelle le standard de Chatterbox FM pour demander à être fessé par une nounou.
- BJ Smith (doublé par le vrai joueur Lawrence Taylor), une légende du football américain agressive et zélée.
- Claude Maginot (doublé par John Mauceri), un acteur qui a honte de son récent changement de carrière forcé : une audition réussite pour être le père dans Just the Five of Us, une sitcom fictive ridicule (dont la pub est faite dans d'autres stations).
- Thor (doublé par Frank Fava).
- Mandy (doublé par Collen Corbelt).
- Interlocuteurs : Couzin Ed, Josh Clark, Jason Buhmester, Juan Aller, Wayne Oliver, Susan Lewis, Gillan Telling, Torn Murray, Like Ferrante Sr., Emmanuel Goldstein, Dan Houser, Nick Mandelos, Gerry Cosgrove, Mike Palerno, Porkchap, Keith Broadas
- DJ : Dan Houser et Lazlow
- Produit et édité par : Lazlow

### VCPR
VCPR (Vice City Public Radio) est animée par Maurice Chavez (doublé par Philip Anthony Rodriguez) et ses superviseurs Jonathan Freeloader (Patrick Olsen) et Michelle Montanius (Kelly Guest).
Tout comme K-CHAT, VCPR présente des interviews ; mais à la différence des interviews de célébrités de K-CHAT, l'émission est appelée Pressing Issues et se focalise sur des questions particulières et Maurice Chavez joue le rôle de médiateur entre les invités. VCPR ne diffuse aucune publicité et est financée par les dons des auditeurs.
Écrit par : Dan Houser et Lazlow
Produit par : Lazlow
- Maurice Chavez : Philip Anthony Rodriguez
- Jonathan Freeloader : Patrick Olsen
- Michelle Montanlus : Kelly Guest
- Alex Shrub : Chris Lucas
- Callum Crayshow : Sean Modica
- John F. Hickory : LJ Gansen
- Pasteur Richards : David Green
- Jan Brown : Maureen Silliman
- Barry Stark : Renaud Sebbane
- Jenny Louise Crab : Mary Birdsong
- Konstantinos Smith : Konstantinos.com
- Jeremy Robard : Peter Silvestro